# Awa Dioum-Ndiaye
Awa Dioum-Ndiaye (* 21. November 1961) ist eine ehemalige senegalesische Leichtathletin, die im Hoch- und Dreisprung sowie im 100-Meter-Hürdenlauf an den Start ging. Mit drei Titeln bei Afrikameisterschaften sowie einer Goldmedaille bei Afrikaspielen zählt sie zu den erfolgreichsten Leichtathletinnen ihres Landes.

## Sportliche Laufbahn
Erste internationale Erfahrungen sammelte Awa Dioum-Ndiaye vermutlich im Jahr 1984, als sie bei den Afrikameisterschaften in Rabat mit einer Höhe von 1,76 m die Goldmedaille im Hochsprung gewann und sich über 100 m Hürden in 14,40 s die Silbermedaille hinter der Nigerianerin Maria Usifo sicherte. Im Jahr darauf schied sie bei den Hallenweltspielen in Paris mit 8,77 s im Halbfinale im 60-Meter-Hürdenlauf aus und verteidigte bei den Afrikameisterschaften in Kairo mit 1,76 m ihren Titel im Hochsprung. Im Oktober wurde sie beim IAAF World Cup in Canberra mit 1,70 m Achte. 1987 siegte sie mit 1,80 m bei den Afrikaspielen in Nairobi und 1992 gewann sie bei den Afrikameisterschaften in Belle Vue Maurel mit 12,47 m den Titel im Dreisprung. Daraufhin trat sie nicht mehr international in Erscheinung.
1982 wurde Dioum-Ndiaye senegalesische Meisterin im 100-Meter-Hürdenlauf sowie im Hochsprung.